# テルフェニル
テルフェニルまたはターフェニル(Terphenyl)は、芳香族炭化水素である。ジフェニルベンゼン(diphenylbenzenes)またはトリフェニル(triphenyls)とも呼ばれる。中央のベンゼン環と置換基である2つのフェニル基から構成される。オルト、メタ、パラの3種類の異性体が存在する。市販グレードのテルフェニルは、通常3つの異性体の混合物である。この混合物は、かつて熱貯蔵や熱伝導剤として用いられていたポリ塩化テルフェニルの製造の原料となる。
p-テルフェニルはもっとも一般的な異性体で、レーザー色素やサンスクリーン剤の原料として用いられる。

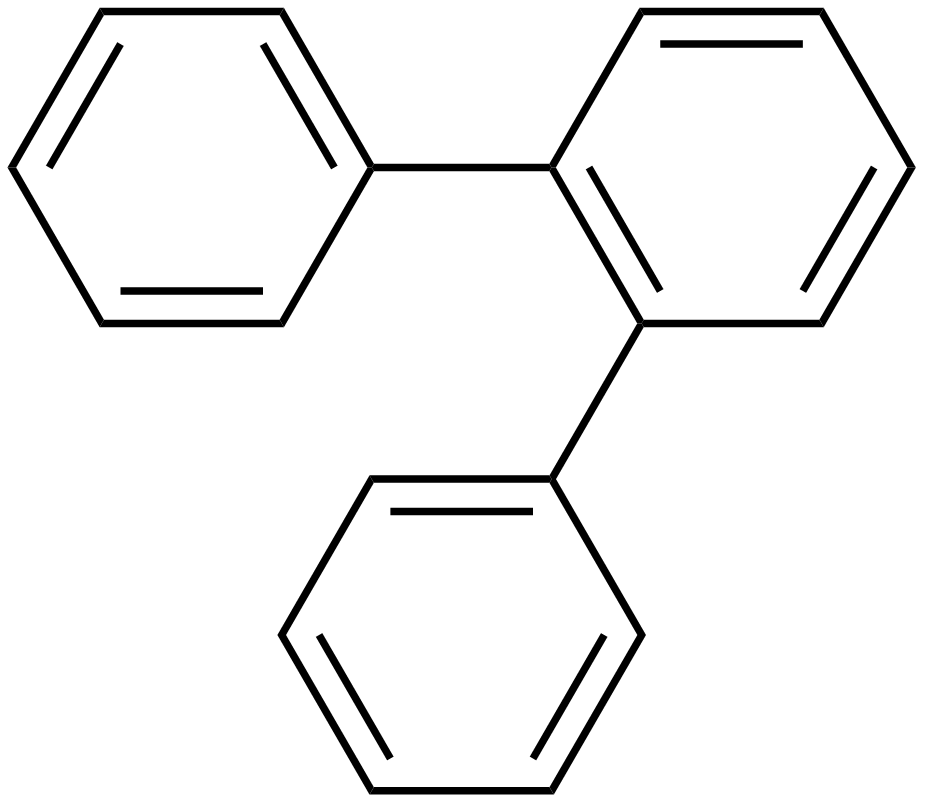
ortho-テルフェニル
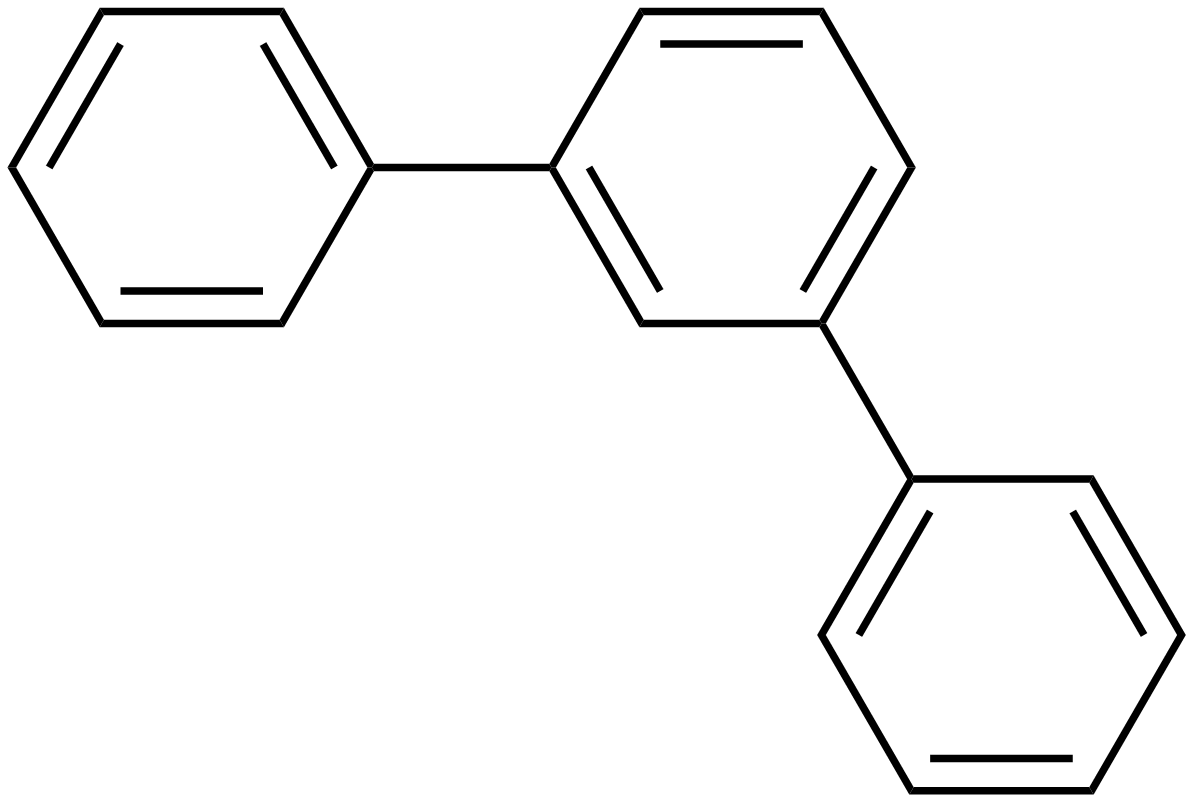
meta-テルフェニル
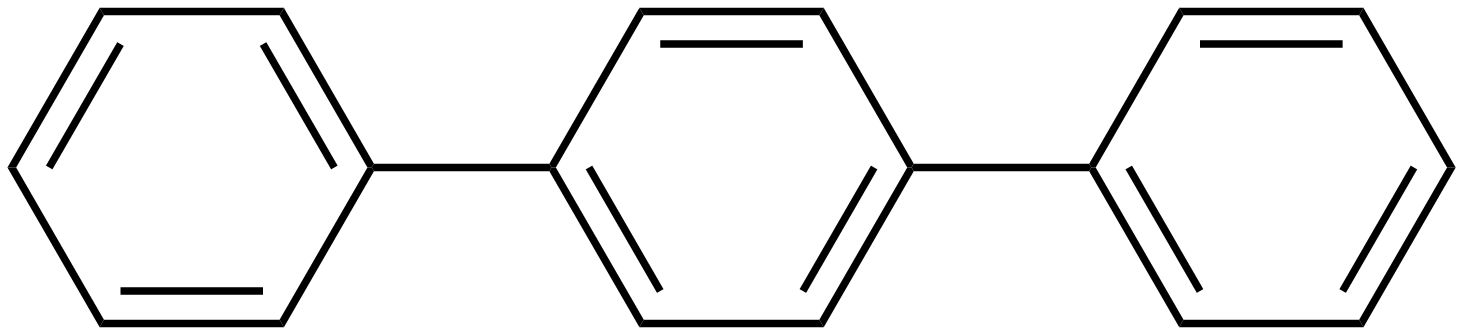
para-テルフェニル